# Équipe du Bénin féminine de football
Cet article traite de l'équipe féminine. Pour l'équipe masculine, voir Équipe du Bénin de football.
Maillots
L'équipe du Bénin féminine de football est une sélection des meilleures joueuses béninoises sous l'égide de la Fédération du Bénin de football.
Le premier match officiel est une rencontre face au Malawi le 19 février 2006 pour le compte des qualifications pour la Coupe du monde de football féminin. Les Béninoises s'imposent sur le score de 1 but à 0.

## Palmarès

### Parcours enCoupe du monde
- 1991 : non inscrite
- 1995 : non inscrite
- 1999 : non inscrite
- 2003 : non inscrite
- 2007 : non qualifiée
- 2011 : non inscrite
- 2015 : non inscrite
- 2019 : non qualifiée
- 2023 : non qualifiée

### Parcours auxJeux olympiques d'été
- 1996 : non inscrite
- 2000 : non inscrite
- 2004 : non inscrite
- 2008 : forfait
- 2012 : non inscrite
- 2016 : non inscrite
- 2020 : non inscrite
- 2024 : en cours

### Championnat d'Afrique
- 1991 : non inscrite
- 1995 : non inscrite
- 1998 : non inscrite
- 2000 : non inscrite
- 2002 : non inscrite
- 2004 : non inscrite
- 2006 : non qualifiée
- 2008 : non inscrite
- 2010 : non inscrite
- 2012 : non inscrite
- 2014 : non inscrite
- 2016 : non inscrite
- 2018 : non inscrite
- 2022 : non qualifiée

### Parcours auxJeux africains
- 2003 : non inscrite
- 2007 : non inscrite
- 2011 : non inscrite
- 2015 : non inscrite
- 2019 : non inscrite
- 2023 : en cours

### Parcours auTournoi féminin de la zone B de l'UFOA
- 2018 : non inscrite
- 2019 : non inscrite
- 2023 : 4e